# Brian David Josephson
Brian David Josephson (Cardiff, País de Gal·les 1940) és un físic britànic guardonat amb el Premi Nobel de Física l'any 1973.

## Biografia
Va néixer el 4 de gener de 1940 a la ciutat de Cardiff. Es llicencià en física l'any 1960 a la Universitat de Cambridge, universitat en la qual es doctorà quatre anys després.

## Recerca científica
Inicià les seves activitats d'investigació al Laboratori Cavendish de la mateixa Universitat de Cambridge, lloc on ha desenvolupat la totalitat de les seves recerques científiques. El 1962 explicà, el que s'anomenaria efecte Josephson, segons el qual si un corrent elèctric flueix entre dos elements de material superconductor separats per una prima capa de matèria aïllant, perden aquests tota la seva resistència elèctrica quan se'ls sotmet a una temperatura propera al zero absolut.
El 1973 fou guardonat amb el Premi Nobel de Física pels seus treballs teòrics sobre superconductors, coneguts amb el nom de l'efecte Josephson, premi que compartí amb els físics Leo Esaki i Ivar Giaever.